# Józef Czajkowski
Józef Czajkowski (21 tháng 1 năm 1872 – 27 tháng 7 năm 1947) là một họa sĩ, kiến trúc sư, nhà giáo người Ba Lan.

## Tiểu sử
Ở nước ngoài, Józef Czajkowski theo học tại Học viện Mỹ thuật ở Munich (1992–1995), Học viện Julian ở Paris và Học viện Nghệ thuật và Thủ công ở Vienna. Ông giảng dạy ở nhiều trường khác nhau, trong đó có Học viện Mỹ thuật ở Kraków, khoa Mỹ thuật của Đại học Stefan Batory ở Vilnius và Học viện Mỹ thuật ở Warsaw. Năm 1913, ông thành lập khoa Kiến trúc tại Học viện Mỹ thuật ở Kraków, nơi ông điều hành khoa Kiến trúc nội thất cho đến năm 1919. Ông là giám đốc của Trường Mỹ thuật ở Warsaw trong những khoảng thời gian 1923–1924 và 1927–1929. Ông nghỉ hưu vào ngày 31 tháng 8 năm 1938.
Józef Czajkowski chủ yếu sáng tác tranh phong cảnh và chân dung. Ông cũng là tác giả của nhiều dự án đồ nội thất, kính màu, áp phích, thảm và bìa sách. Trong một số tác phẩm, ông đề cập đến nghệ thuật dân gian Ba Lan.

## Tác phẩm tiêu biểu

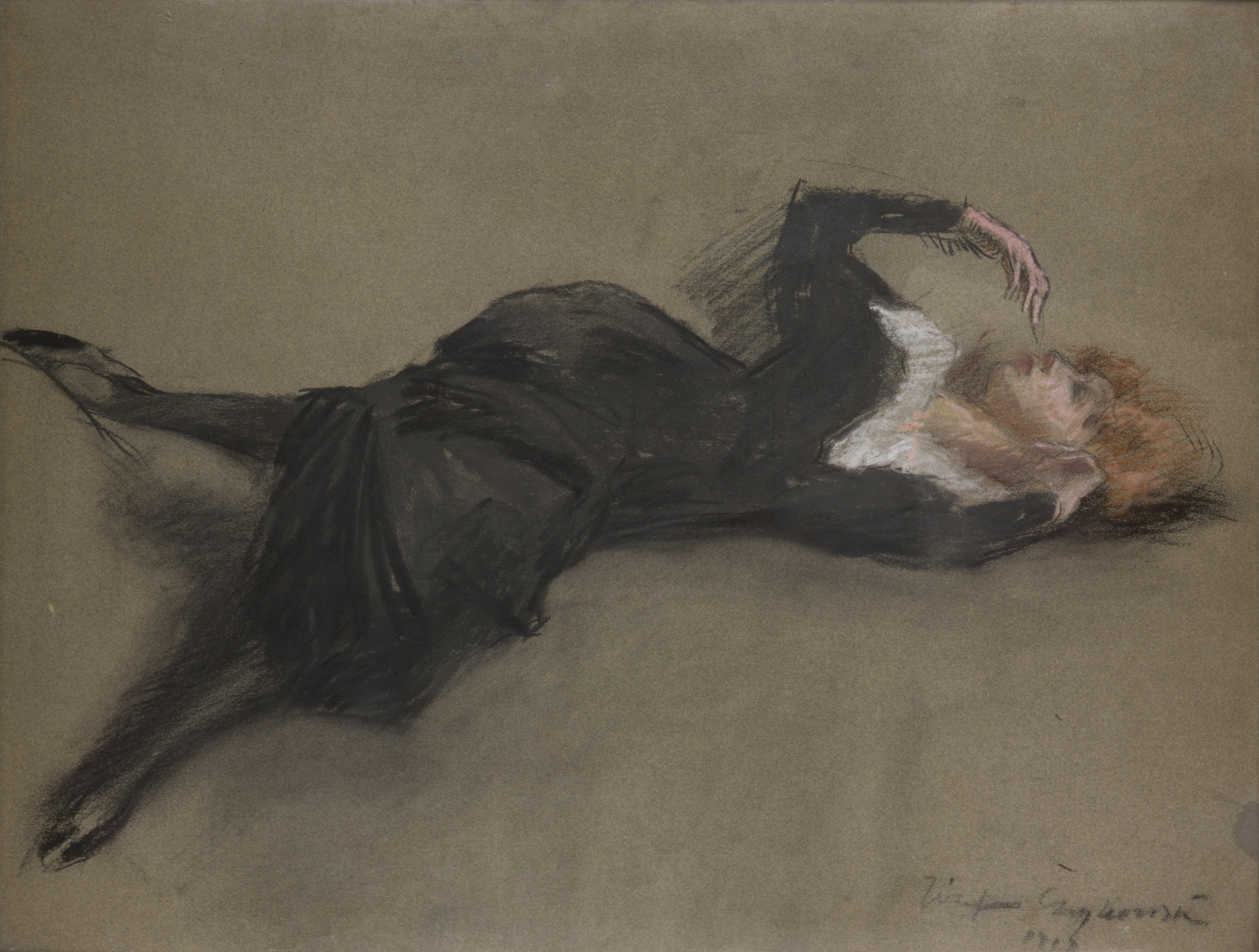
Leżąca (1917)
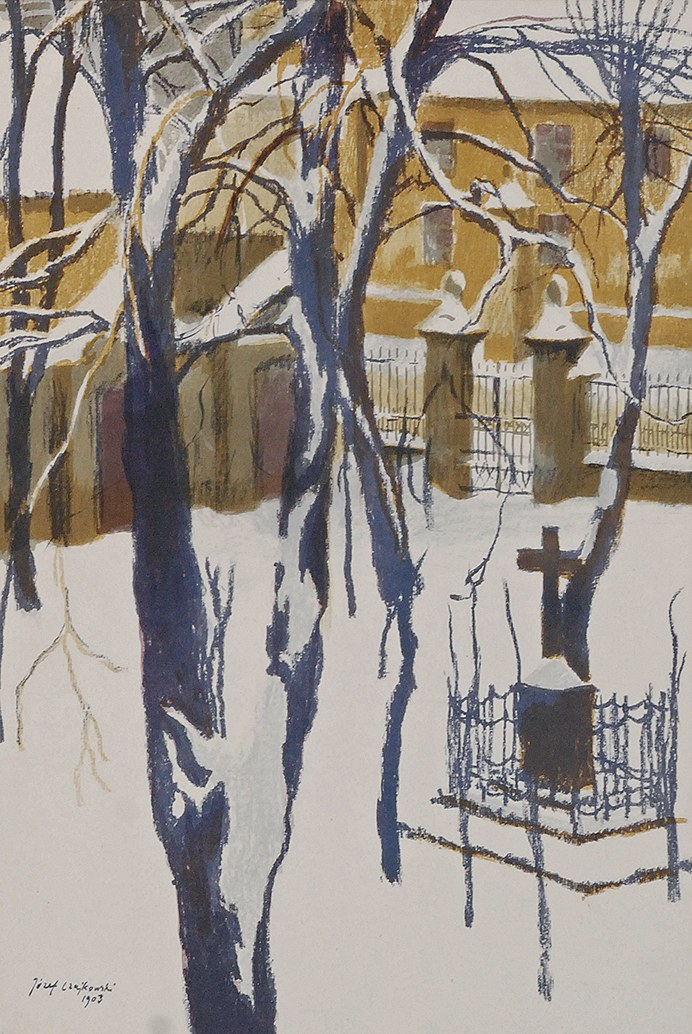
Cmentarz klasztorny w Krakowie (1903)
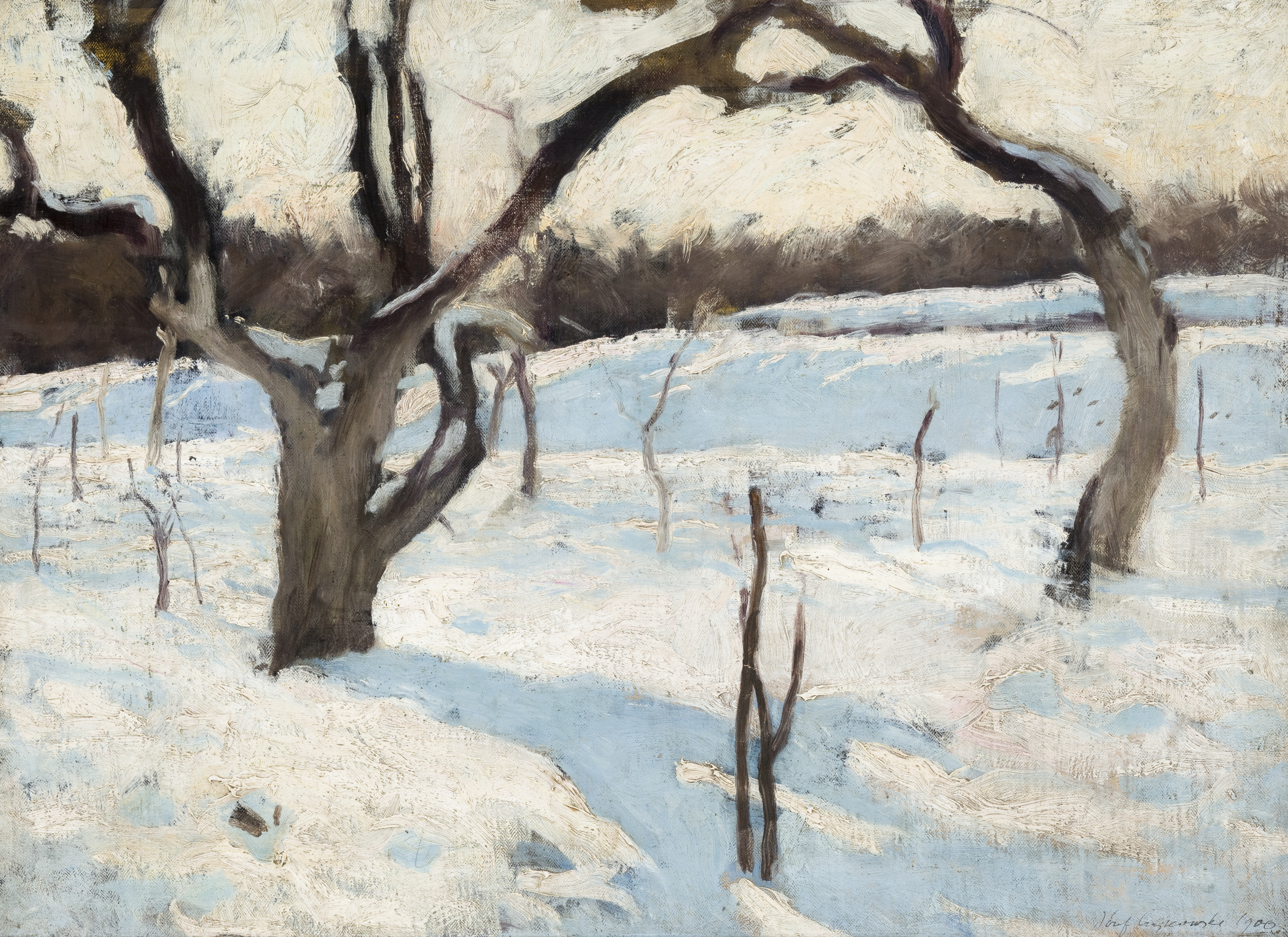
Sad w zimie (1900)